# Романова, Майя Тимофеевна
Ма́йя Тимофе́евна Рома́нова (23 марта 1927, Старый Торъял, Новоторъяльский район, Марийская автономная область, РСФСР, СССР ― 15 мая 2014, Йошкар-Ола, Марий Эл, Россия) ― марийская советская актриса театра, исполнительница марийских песен. Одна из ведущих актрис Марийского театра драмы им. М. Шкетана (1946—1987). Заслуженная артистка РСФСР (1969), заслуженная артистка Марийской АССР (1960).

## Биография
Родилась 23 марта 1927 года в с. Старый Торъял ныне Новоторъяльского района Марий Эл в крестьянской семье. 
В 1945 году после окончания Староторъяльской средней школы поступила в музыкально-драматическую студию при Марийском государственном театре, а в 1946 году дебютировала на сцене этого театра. В 1947 году по окончании студии была принята в труппу театра, где проработала до 1987 года.
В 1950—1952 годах училась на актёрском отделении Ленинградского театрального института им. А. Н. Островского (курс заслуженного деятеля искусств РСФСР Л. Ф. Макарьева), но в дальнейшем учёбу пришлось оставить в связи с семейными обстоятельствами.
Скончалась 15 мая 2014 года в Йошкар-Оле.

## Актёрская деятельность
В 1946 году дебютировала на профессиональной сцене, исполнив главную роль в весенней сказке А. Островского «Снегурочка» («Лумӱдыр») взамен внезапно заболевшей актрисы А. Тихоновой. 
В 1940—1960-е годы ей было сыграно множество типажных ролей молодой героини в пьесах марийских драматургов: Олюк (Н. Арбан «Кеҥеж йӱд» / «Летняя ночь», 1948), Наташа (Н. Арбан «У муро» / «Новая песня», 1953 и 1964), Лиза (А. Волков «Шочмо ялыште» / «В родном селе», 1949), Лизук (А. Волков «Илыш йолташ» / «Подруга жизни», 1961), Зина (А. Михайлов «Корнывожышто» / «На перепутье», 1956), Ведасий (И. Ялмарий «Поро эр» / «Доброе утро», 1954), Роза (Н. Арбан «Ош пеледыш» / «Белый цветок», 1968) и др.
Создавая на сцене образы Салики, Марины и Айвики — героинь пьес марийского драматурга С. Николаева, а также в роли Маюк (М. Шкетан «Ачийжат-авийжат!…» / «Эх, родители!..», 1952) и др., продолжила и обогатила лучшие традиции исполнения этих классических ролей на марийской сцене. В эти годы также известны такие её роли как  Чачавий (Н. Арбан «Янлык Пасет» / «Чёрный Волк», 1954), Кансыл (И. Смирнов «Асан ден Кансыл», 1961) и др.
Заметными вехами в творческой биографии актрисы стали роли, сыгранные в спектаклях классического репертуара: Луиза (Ф. Шиллер «Йӧратымаш да осал чоялык» / «Коварство и любовь», 1955), Сильвия (В. Шекспир «Веронысо кок рвезе» / «Два веронца», 1963). Глубокие многогранные образы Варвары Звонцовой («Егор Булычов и другие», 1968) и Анны («Васса Железнова», 1976) создала актриса в пьесах русского советского классика М. Горького.
Драматический талант актрисы и умение создавать тонкие психологические образы ярко раскрылись при создании образов матерей: Лида (П. Эсеней «Пиалан ваштар-влак» / «Счастливые клёны», 1969), Варвара (Н. Терентьев «Ӱшан» / «Сибирская дивизия», 1972), Вера Михайловна (З. Каткова «А вуй ӱмбалне яндар кава…» / «А над головой ясное небо…», 1977) и др.
В общей сложности за 42 года сыграла на сцене Марийского театра имени М. Шкетана более 100 ролей. Была лучшей исполнительницей музыкальных ролей в пьесах марийских драматургов, обладательницей лирико-драматического сопрано.
В 1960 году ей было присвоено звание «Заслуженная артистка Марийской АССР», в 1969 году ― почётное звание «Заслуженная артистка РСФСР». Награждена медалями и почётными грамотами Президиума Верховного Совета Марийской АССР (дважды), Министерства культуры СССР и Марийской АССР.

## Основные роли
Список основных ролей М. Т. Романовой:
- Снегурочка (А. Островский «Лумӱдыр» / «Снегурочка», 1946)
- Олюк (Н. Арбан «Кеҥеж йӱд» / «Летняя ночь», 1948)
- Лиза (А. Волков «Шочмо ялыште» / «В родном селе», 1949)
- Айвика (С. Николаев «Айвика», 1952)
- Салика (С. Николаев «Салика», 1952)
- Маюк (М. Шкетан «Ачийжат-авийжат!…» / «Эх, родители!..», 1952)
- Чачавий (Н. Арбан «Янлык Пасет» / «Чёрный Волк», 1954)
- Наташа (Н. Арбан «У муро» / «Новая песня», 1953 и 1964)
- Ведасий (И. Ялмарий «Поро эр» / «Доброе утро», 1954)
- Луиза (Ф. Шиллер «Йӧратымаш да осал чоялык» / «Коварство и любовь», 1955)
- Зина (А. Михайлов «Корнывожышто» / «На перепутье», 1956)
- Лизук (А. Волков «Илыш йолташ» / «Подруга жизни», 1961)
- Кансыл (И. Смирнов «Асан ден Кансыл», 1961)
- Сильвия (В. Шекспир «Веронысо кок рвезе» / «Два веронца», 1963)
- Роза (Н. Арбан «Ош пеледыш» / «Белый цветок», 1968)
- Варвара Звонцова (М. Горький «Егор Булычов и другие», 1968)
- Лида (П. Эсеней «Пиалан ваштар-влак» / «Счастливые клёны», 1969)
- Варвара (Н. Терентьев «Ӱшан» / «Сибирская дивизия», 1972)
- Анны (М. Горький «Васса Железнова», 1976)
- Вера Михайловна (З. Каткова «А вуй ӱмбалне яндар кава…» / «А над головой ясное небо…», 1977)

## Признание
- Заслуженная артистка РСФСР (1969)[2][3]
- Заслуженная артистка Марийской АССР (1960)[2][3]
- Медаль «За доблестный труд. В ознаменование 100-летия со дня рождения Владимира Ильича Ленина»[2][3]
- Почётная грамота Министерства культуры СССР[2][3]
- Почётные грамоты Президиума Верховного Совета Марийской АССР (1954, 1977)[2][3]

## Память
В марте 2017 года в Йошкар-Оле на доме № 166 по улице Волкова в память об актрисе была открыта мемориальная доска. Надпись на ней гласит: «В этом доме с 1966 по 2013 годы жила заслуженная артистка Марийской АССР, заслуженная артистка РСФСР Романова Майя Тимофеевна».  